# HD 27894 b
HD 27894 b é um planeta extrassolar que orbita a estrela HD 27894, localizada na constelação de Reticulum a uma distância de aproximadamente 143 anos-luz (44 parsecs) da Terra. Foi descoberto em 2005 pelo método da velocidade radial, que consiste em detectar variações periódicas na velocidade radial de uma estrela causadas por um planeta. É um gigante gasoso com uma massa de no mínimo 62% da massa de Júpiter. Orbita a estrela a uma distância média de 0,122 UA (11,2% da distância entre a Terra e o Sol) com um período de 18 dias e uma excentricidade baixa de 0,049.